# クラスター (映画製作プロダクション)
株式会社クラスター（英語表記：CLUSTAR Inc.）は、日本の映画制作会社・芸能事務所・音楽プロダクション。
株式会社レックスエンタープライズの河野正人と株式会社サモワールの佐伯寛之が2015年より始めた会社である。後世に残る大ヒット映画の製作、日本を代表する俳優や女優の育成を目標としている。
2018年　河野正人代表辞任
2019年4月に株式会社クラスター・プロダクション部は、株式会社アルバに組織改編される。

## 会社概要
- 社名：株式会社クラスター
- 代表：佐伯寛之
- 創立年月：2015年1月
- 所在地：（制作ルーム）〒160-0022 東京都新宿区新宿1-30-10 コンドウ第2交栄ビル2階

## 主な制作映画、及びドラマ
- あしたになれば。(2015年2月公開)
- D坂の殺人事件(2015年2月公開)
- カニを喰べる(2015年3月公開)
- BAR神風(2015年4月公開)
- 羊をかぞえる(2015年7月公開)
- 野良犬はダンスを踊る(2015年7月公開)
- 全開の唄(2015年10月公開)
- 女子高(2016年4月公開)
- 第九条（2016年7月公開）
- サマーソング（2016年9月公開）
- ガキ☆ロック〜浅草六区人情物語〜（2017年4月〜全12話）amazonプライムビデオにて配信

## 所属
2018年8月28日 閲覧時点
- 聡太郎
- 中野マサアキ
- 中村公隆
- 生田佳那
- 松田佳央理
- 山口晃生